# Psidium jakuscianum
Psidium jakuscianum là một loài thực vật có hoa trong Họ Đào kim nương. Loài này được Borhidi miêu tả khoa học đầu tiên năm 1977.